# Aristotle Kristatos
Aristotle "Aris" Kristatos, è un personaggio immaginario creato da Ian Fleming, esistente nel racconto Risico, dal libro Anthology Solo per i tuoi occhi, pubblicato nel 1960. È un nemico di James Bond, e il principale antagonista del film (1981). Il personaggio è interpretato dall'attore britannico Julian Glover.

## Caratteristiche
Kristatos è nato sull'isola di Cefalonia in Grecia e, nonostante sia considerato un eroe dagli inglesi, che lo hanno decorato, è stato anche una doppia spia per i nazisti durante la seconda guerra mondiale. Apparendo un uomo d'affari rispettabile negli anni del dopoguerra, è in realtà un ladro senza scrupoli che è diventato un contrabbandiere di eroina e una spia nell'ovest del KGB sovietico. Agendo con il sostegno di ex simpatizzanti nazisti, durante la guerra ha contrabbandato oro, diamanti e forniture dalla Gran Bretagna e mantiene ancora i contatti con questi uomini, che lo aiutano nelle sue attività criminali. 
Nel corso degli anni, ha sviluppato una rivalità mortale con Columbo, un altro contrabbandiere greco, che nel film, al contrario di Kristatos, si allea con Bond. Lavorando per il KGB, Kristatos viene assunto dal generale Gogol per trovare e rubare per i russi l'ATAC, un dispositivo che controlla i missili Polaris britannici, e che era affondato insieme a una nave spia vicino alla costa greca. 

## Nel film
Bond e Kristatos si ritrovano prima nella casa del cattivo nelle Alpi, dove Bond incontra la sua protetta, Bibi Dahl, una skater virtuosa, che è pronta a diventare campionessa olimpica di questo sport. Bibi si innamora di 007, che non le presta attenzione a causa della giovane età del personaggio. Lì, Kristatos cerca di uccidere Bond per la prima volta, tramite alcuni scagnozzi su motoslitte, ma il tentativo fallisce. Bond non immagina che dietro l'attacco ci sia Kristatos, e crede invece che sia opera di Columbo, e ritiene che sia lui il suo vero nemico. 
In un secondo incontro in un casinò di un hotel, Bond e il cattivo ancora una volta conversano a una cena, e ancora una volta Kristatos cerca di fargli credere che Columbo sia il nemico di 007. Solo il giorno dopo, dopo che altri scagnozzi hanno tentato di ucciderlo su una spiaggia, dove la contessa Lisl von Schlaf, amante di Colombo - con cui Bond aveva dormito - viene investita e uccisa, Bond scopre che il suo vero nemico è Kristatos, dopo essersi incontrato personalmente con Columbo che gliene ha dato le prove. 
I due si incontrano di nuovo in mare, quando Bond e Melina Havelock trovano l'ATAC nella nave affondata e vengono catturati da Kristatos e dai suoi uomini, che si impossessano del congegno. Kristatos cerca di uccidere la coppia, trascinandoli in acqua e cercando di farli azzannare dagli squali, ma i due riescono a scappare. Lo scontro finale si svolge nella fortezza del malvagio, in cima a un monastero sulle Meteore in Grecia dove si introducono Bond, Melina, Columbo e un gruppo di suoi uomini. Dopo aver distrutto l'ATAC prima che cadesse nelle mani del Generale Gogol - che era andato a prenderlo, in accordo con Kristatos - Bond, insieme agli uomoni di Columbo, ha la meglio sulla banda di Kristatos e cerca di convincere Melina di non uccidere Kristatos con la sua balestra (Kristatos aveva fatto uccidere i genitori di lei all'inizio del film e lei cercava vendetta), ma, nell'apparente esitazione di Melina, Kristatos tira fuori un coltello e cerca di uccidere Bond di sorpresa, ma viene pugnalato alle spalle dal suo eterno nemico e rivale, Columbo.